# Бозайгирський сільський округ
Бозайги́рський сільський округ (каз. Бозайғыр ауылдық округі, рос. Бозайгырский сельский округ) — адміністративна одиниця у складі Шортандинського району Акмолинської області Казахстану. Адміністративний центр — село Бозайгир.
Населення — 3552 особи (2021; 3717 у 2009, 3265 у 1999, 3651 у 1989).
Станом на 1989 рік існувала Єлизаветинська сільська рада (села Єлизаветинка, Ключі, селища Танкеріс, Роз'їзд 35, Роз'їзд 38). 2001 року ліквідовано селище Роз'їзд 35. До 2007 року округ називався Єлизаветинським. Селище Роз'їзд 38 було ліквідоване 2005 року.

## Склад
До складу округу входять такі населені пункти:
| Населений пункт              | Населення, осіб (1989) | Населення, осіб (1999) | Населення, осіб (2009) | Населення, осіб (2021) |
| ---------------------------- | ---------------------- | ---------------------- | ---------------------- | ---------------------- |
| Бозайгир, село               | 2320                   | 2032                   | 2526                   | 2517                   |
| Ключі, село                  | 753                    | 678                    | 574                    | 343                    |
| Роз'їзд 35, станційне селище | 17                     | 0                      | -                      | -                      |
| Роз'їзд 38, станційне селище | 9                      | 0                      | -                      | -                      |
| Тонкеріс, станційне селище   | 552                    | 555                    | 617                    | 692                    |